# Glitazone
Glitazone, auch genannt Insulin-Sensitizer und (nach ihrem chemischen Grundgerüst, einem Thiazolidin-2,4-dion) Thiazolidindione, sind eine Gruppe von Wirkstoffen, die in der Therapie des Diabetes mellitus Typ 2 eingesetzt werden. Sie gehören zu den oral wirksamen Antidiabetika. Der Name der Gruppe weist bereits auf die Wirkungsweise hin, nämlich eine Sensibilisierung des Gewebes für Insulin. Das körpereigene Insulin ist daraufhin wieder in der Lage, erhöhte Blutzuckerspiegel zu senken. Im Juni 2011 war nur noch der Wirkstoff Pioglitazon im Handel, allerdings rät das Bundesinstitut für Arzneimittel und Medizinprodukte von dessen Einnahme ab.

## Wirkmechanismus
Glitazone aktivieren den Zellkern-Rezeptor PPAR (Peroxisom-Proliferator-aktivierte Rezeptoren) vom Typ γ als Transkriptionsfaktor. Durch die Induktion einer Vielzahl von Genen bewirkt PPARγ eine Regulation verschiedener Stoffwechselwege im Kohlenhydrat- und Fettmetabolismus. Die Aktivierung erhöht die Empfindlichkeit der Zellen von Leber, Muskulatur und Fettgewebe für Insulin (Senkung der Insulinresistenz). Fettsäuren und Glukose werden dadurch vermehrt in die Zellen aufgenommen und im Stoffwechsel umgesetzt. In der Leber verringert sich zusätzlich die Neubildung von Glukose. Auch die Wirkung von zugeführtem Insulin wird verstärkt.
Die gleichzeitige Gabe von Insulin und Insulin-Sensitizern sollte nur in Ausnahmefällen durchgeführt werden, weil die Gefahr der Herzinsuffizienz erhöht ist. Pioglitazon und Rosiglitazon steigern durch vermehrte Wassereinlagerung das Körpergewicht, sichtbar an der Zunahme peripherer Ödeme. Das Risiko einer Herzinsuffizienz nimmt zu.

## Anwendung
Indiziert sind Glitazone bei Patienten, deren Blutzuckerspiegel durch Gewichtsreduktion und Nahrungskontrolle sowie durch Behandlung mit Metformin oder Sulfonylharnstoffen nicht adäquat gesenkt werden können. Bedingt durch den unterschiedlichen Angriffspunkt der Insulin-Sensitizer addiert sich die Wirkung bei Kombination mit anderen oralen Antidiabetika. Mittlerweile sind die Arzneistoffe dieser Gruppe aber auch zur Monotherapie zugelassen.
Im Gegensatz zu anderen Arzneistoffen, die zur Diabetestherapie zur Verfügung stehen, setzt die Wirkung der Glitazone nicht unmittelbar, sondern erst nach zwei Wochen oder später ein.

## Pharmakokinetik
Die Glitazone zeichnen sich durch eine sehr hohe orale Bioverfügbarkeit aus. Aus dem Magen-Darm-Trakt werden sie beinahe vollständig ins Blut aufgenommen und dort zu 99 % an Plasmaproteine gebunden. Der Abbau erfolgt über das Cytochrom P450-System der Leber, wodurch es zu Wechselwirkungen mit anderen Medikamenten kommen kann, die dieses System beeinflussen (z. B. Rifampicin, Trimethoprim, Methotrexat). Die Ausscheidung erfolgt teilweise über die Niere, teilweise über den Stuhl.

## Wirkstoffe
Zur Stoffgruppe zählen beispielsweise Ciglitazon, Balaglitazon, Darglitazon, Englitazon, Netoglitazon, Pioglitazon, Rivoglitazon, Rosiglitazon und Troglitazon.

## Diskussionen

### Sicherheitsaspekte
Da die beiden im Handel befindlichen Wirkstoffe Rosiglitazon (Avandia) und Pioglitazon (Actos) erst relative kurze Zeit zur Verfügung stehen, gibt es in Fachkreisen rege Diskussion über deren Nutzen und Vorteile gegenüber anderen antidiabetischen Wirkstoffen, zumal der erste Wirkstoff dieser Gruppe (Troglitazon) aufgrund leberschädigender Wirkungen in einigen Ländern vom Markt genommen bzw. in Deutschland nie zugelassen wurde. Auch die beiden zugelassenen Vertreter zeigen ein vielfältiges Nebenwirkungsprofil (siehe Einzelartikel).
Im Mai 2005 veröffentlichte das BfArM, dass in Studien ein erhöhtes Risiko für Frakturen bei Frauen gefunden wurde; die Produktinformationen wurden ergänzt und die Ärzteschaft per Rote-Hand-Brief informiert.
In einer Meta-Analyse, die im Juni 2007 im New England Journal of Medicine veröffentlicht wurde, wird von einer um etwa 40 % erhöhten Herzinfarktrate bei Rosiglitazon-Einnahme berichtet. Im September 2010 hat die europäische Arzneimittelagentur entschieden, die Zulassung aller Rosiglitazon-haltigen Medikamente zurückzunehmen, da Daten darauf hinweisen, dass die Risiken der Medikamente den Nutzen überwiegt. Dies teilt auch der Hersteller Glaxo Smith Kline in einem Rote-Hand-Brief vom 23. September 2010 mit. Rosiglitazon-haltige Arzneimittel sollten ab sofort nicht mehr verschrieben werden.
Einen möglichen aber noch nicht bewiesenen Zusammenhang zwischen Pioglitazon und Blasenkrebs untersuchte die FDA.

### Kosten-Nutzen-Verhältnis
Glitazone besitzen eine nachgewiesene blutzuckersenkende Wirkung. Hinsichtlich dieser blutzuckersenkenden Wirkung sind sie den etablierten oralen Antidiabetika (Metformin, Sulfonylharnstoffe) bei höheren Kosten und hohem Nebenwirkungspotential nicht überlegen. Sie sollen auf Antrag des Gemeinsamen Bundesausschusses ab Oktober 2010 ausnahmslos nicht mehr von der GKV erstattet werden.

### Therapeutisches Potential bei Multipler Sklerose
2008 beschrieben US-Forscher einen Wirkmechanismus von PPAR-gamma Agonisten in einem Maus-Modell bei Multipler Sklerose. Um den Mechanismus therapeutisch nutzen zu können, ist es jedoch vorher notwendig, die blutzuckersenkende Wirkung der Substanzen zu eliminieren.